# Municipio de Clinton (condado de Douglas)
El municipio de Clinton (en inglés: Clinton Township) es un municipio ubicado en el condado de Douglas en el estado estadounidense de Misuri. En el año 2010 tenía una población de 249 habitantes y una densidad poblacional de 2,67 personas por km².

## Geografía
El municipio de Clinton se encuentra ubicado en las coordenadas 37°0′56″N 92°8′28″O / 37.01556, -92.14111. Según la Oficina del Censo de los Estados Unidos, el municipio tiene una superficie total de 93.18 km², de la cual 93,08 km² corresponden a tierra firme y (0,1 %) 0,09 km² es agua.

## Demografía
Según el censo de 2010, había 249 personas residiendo en el municipio de Clinton. La densidad de población era de 2,67 hab./km². De los 249 habitantes, el municipio de Clinton estaba compuesto por el 98,39 % blancos y el 1,61 % eran de una mezcla de razas. Del total de la población el 0 % eran hispanos o latinos de cualquier raza.